# 涂順
涂順，遼東建昌人，明朝政治人物、进士。
永樂二年（1404年）甲申科二甲第七十七名进士，后選為翰林院庶吉士，編撰永樂大典。任崇德县知县，为人勤劳廉政，后任满归乡。